# Струнный квартет № 5 (Шостакович)
Струнный квартет № 5 Си-бемоль мажор, соч. 92, Пятый струнный квартет Дмитрия Шостаковича, написанный осенью 1952 года.
В квартете, как и в ряде других сочинений композитора, звучит автобиографическая монограмма DSCH.

## Исполнения квартета
Премьера состоялась в Ленинграде в 1953 году, квартетом имени Бетховена, которому и был посвящён Пятый квартет.

## Строение квартета
Квартет состоит из трёх частей:
- 1. Allegro non troppo -
- 2. Andante - Andantino - Andante - Andantino - Andante -
- 3. Moderato - Allegretto - Andante